# Milchmischerzeugnis
Ein Milchmischerzeugnis ist ein Lebensmittel, dessen Zutaten zu mindestens 70 % aus Milchprodukten und höchstens 30 % anderen Lebensmitteln bestehen.
Typische Milchmischerzeugnisse sind
- Milchmischgetränke aus Milch, zum Beispiel Kakaotrunk oder Erdbeermilch
- Milchmischgetränke aus Molke
- Fruchtjoghurt und Trinkjoghurt
- Fruchtbuttermilch
- Fruchtkefir

Typische Zusätze und Lebensmittelzusatzstoffe sind (ungefähr absteigend geordnet nach Volumenanteil)
- Zucker und Fruchtzucker oder Süßstoffe
- Fruchtzubereitungen oder frische Früchte
- Bindemittel
- Ballaststoffe
- Aromen
- Koffein
- Enzyme
- Vitamine

Aus Milch hergestelltes Speiseeis und Soßen sind keine Milchmischerzeugnisse.

## Pflichtangaben für Zutaten
Durch die QUID Regelung (Quantitative Ingredients Declaration, Richtlinie 97/4/EG der Europäischen Gemeinschaft) wird festgelegt, wann Zutaten in Lebensmitteln mengenmäßig zu kennzeichnen sind. Der Anteil der Zutaten, die in der Produktbezeichnung (Verkehrsbezeichnung) genannt werden oder auf der Verpackung abgebildet sind, muss angegeben werden. So muss z. B. bei einem Erdbeerjoghurt angegeben werden, wie viel Prozent Erdbeeren enthalten sind. Siehe auch: Lebensmittel-Kennzeichnungsverordnung